# Michthisoma heterodoxum
Michthisoma heterodoxum là một loài bọ cánh cứng trong họ Cerambycidae.